# Combat d'Amazragane
Guerre du Mali
Batailles
Le combat d'Amazragane est un incident opposant le 8 novembre 2013 des militaires maliens à des combattants du MNLA lors de la guerre du Mali.

## Déroulement
Le 8 novembre 2013, une patrouille constituée de soldats maliens, de Français de la brigade Serval et de Nigériens de la MINUSMA est chargée de sécuriser la foire hebdomadaire du village d'Amazragane ou Egazargane, à 140 kilomètres à l'est de Ménaka. Cependant en milieu de journée, un bref accrochage oppose des militaires maliens à des hommes du MNLA,.
Les deux camps s'accusent mutuellement d'être responsables de l'attaque. Les Maliens affirment que des rebelles transportés par un pick-up ont attaqué les militaires dès qu'ils les ont aperçus. De son côté, le MNLA affirme qu'un groupe de soldats maliens s'est détaché du gros de la patrouille pour attaquer un de leurs véhicules dans lequel se trouvaient trois hommes. Ces derniers sont arrêtés, le MNLA envoie alors des renforts, provoquant ainsi les échanges de tirs.
Un porte-parole de l'armée française déclare que les Français et les casques bleus nigériens étaient dans le village au début de l'affrontement et qu'ils n'ont pas été témoins du début de l'accrochage.

## Pertes
Selon le communiqué du ministre malien de la Défense, le bilan est de trois morts et quatre blessés pour le MNLA, un pick-up, deux motos et des armes sont également capturés. Un soldat malien est légèrement blessé. 
Une source militaire malienne évoque trois morts et six prisonniers du côté des rebelles. Olivier Salgado, porte-parole de la MINUSMA, parle d'« au moins un mort » parmi les combattants touaregs et ajoute que « deux suspects ont été arrêtés et un véhicule transportant des armes a été saisi. »
De son côté, le MNLA reconnaît avoir perdu trois hommes mais affirme que deux Maliens — un militaire et un milicien — ont été tués lors de l'affrontement.
Le même jour, le MNLA affirme dans un communiqué publié par le porte-parole du mouvement, Mossa Ag Attaher, que six civils touaregs ont été arrêtés par des soldats maliens à Ghezraghen, près de Ménaka, et que trois d'entre eux ont été exécutés et les trois autres torturés et grièvement blessés. Une liste de noms des victimes est fournie mais sans préciser dans quelles circonstances se sont produites ces tueries,,.
Le 12 novembre, le général Marc Foucault, commandant de la force Serval rejette les accusations du MNLA : « Ces accusations ne sont pas fondées. Nous sommes actuellement en train de faire une enquête. Mais d'après les premiers éléments, il n’y a pas lieu de parler d'exécutions sommaires ». Il déclare également penser que « très clairement ce sont les forces armées maliennes qui ont été prises à partie ».